# Gran Premio di Germania 1937

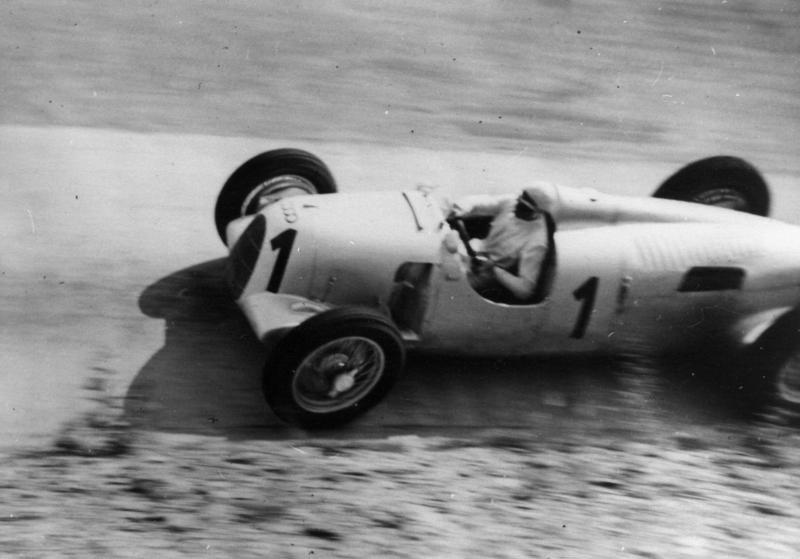
Bernd Rosemeyer durante la gara, conclusa in terza posizione.

Il Gran Premio di Germania 1937 è stata la seconda prova della stagione 1937 del Campionato europeo di automobilismo.
La gara si è corsa il 25 luglio 1937 sul Nürburgring a Nürburg, ed è stata vinta dal tedesco Rudolf Caracciola su Mercedes-Benz, al suo settimo successo in carriera; Caracciola ha preceduto all'arrivo il suo compagno di squadra connazionale Manfred von Brauchitsch e il connazionale Bernd Rosemeyer su Auto Union.

## Vigilia
Dopo che tutti i migliori piloti erano nel frattempo tornati in Europa dalla loro partecipazione alla gara della Vanderbilt Cup del 1937 a New York, l'intera élite del Gran Premio si è riunita per la prima volta quest'anno per una Grande Épreuve al Gran Premio di Germania. La squadra Mercedes-Benz, in particolare, aveva molto da recuperare dopo la debacle dell'anno scorso e si è recata al Nürburgring con un totale di otto piloti e la flotta adeguata per forzare la vittoria nella gara di casa. Per la gara in sé, tuttavia, solo cinque delle nuove potenti vetture da corsa Mercedes-Benz W125 con il cast regolare composto da Rudolf Caracciola, Manfred von Brauchitsch e Hermann Lang, oltre ai due “junior” Richard Seaman e Christian Kautz, sono stati utilizzati, mentre Walter Bäumer, Heinz Brendel e Hans Hugo Hartmann sono stati portati solo come piloti di riserva.
Anche il principale concorrente, Auto Union, è arrivato con cinque vetture del suo attuale modello da Gran Premio, la Type C, che erano guidate dal campione europeo in carica Bernd Rosemeyer, Hans Stuck, Rudolf Hasse e dai giovani piloti Ernst von Delius e Hermann Paul Müller. Luigi Fagioli, invece, era presente solo come pilota di riserva poiché affetto da gravi reumatismi.
Quasi modesta, invece, l'aspetto della Scuderia Ferrari, che ha iscritto tre dei suoi modelli da Gran Premio Alfa Romeo 12C-36 dello scorso anno per Tazio Nuvolari, Nino Farina e Attilio Marinoni per conto dell'Alfa Romeo. Tuttavia, le auto da corsa erano a malapena competitive e la squadra aveva giocato un piccolo ruolo nelle gare precedenti.
A differenza della maggior parte degli altri Gran Premi, i piloti privati erano ancora ammessi al Gran Premio di Germania, che avevano poche possibilità di successo con le loro Alfa Romeo e Maserati sempre più vecchie, ma almeno per un po' di intrattenimento aggiuntivo sulla Nordschleife lunga oltre 20 km presumibilmente potrebbe fornire 300.000 spettatori se la vetta del Grand Prix arrivasse solo ogni dieci minuti circa.

### Elenco iscritti
| Scuderia            | Costruttore   | Telaio               | Motore                                    | Gomme | Nº               | Piloti                    |
| ------------------- | ------------- | -------------------- | ----------------------------------------- | ----- | ---------------- | ------------------------- |
| Auto Union AG       | Auto Union    | Auto Union C         | Auto Union 6.0L V16 Compressore           | C     | 2                | Ernst von Delius          |
| Auto Union AG       | Auto Union    | Auto Union C         | Auto Union 6.0L V16 Compressore           | C     | 4                | Bernd Rosemeyer           |
| Auto Union AG       | Auto Union    | Auto Union C         | Auto Union 6.0L V16 Compressore           | C     | 6                | Hermann Paul Müller       |
| Auto Union AG       | Auto Union    | Auto Union C         | Auto Union 6.0L V16 Compressore           | C     | 8                | Rudolf Hasse              |
| Auto Union AG       | Auto Union    | Auto Union C         | Auto Union 6.0L V16 Compressore           | C     | 10               | Hans Stuck                |
| Auto Union AG       | Auto Union    | Auto Union C         | Auto Union 6.0L V16 Compressore           | C     | Luigi Fagioli    |                           |
| Daimler-Benz AG     | Mercedes-Benz | Mercedes-Benz W125   | Mercedes-Benz M 125 F 5.7L I8 Compressore | C     | 12               | Rudolf Caracciola         |
| Daimler-Benz AG     | Mercedes-Benz | Mercedes-Benz W125   | Mercedes-Benz M 125 F 5.7L I8 Compressore | C     | 14               | Manfred von Brauchitsch   |
| Daimler-Benz AG     | Mercedes-Benz | Mercedes-Benz W125   | Mercedes-Benz M 125 F 5.7L I8 Compressore | C     | 16               | Hermann Lang              |
| Daimler-Benz AG     | Mercedes-Benz | Mercedes-Benz W125   | Mercedes-Benz M 125 F 5.7L I8 Compressore | C     | 17?              | Walter Baumer             |
| Daimler-Benz AG     | Mercedes-Benz | Mercedes-Benz W125   | Mercedes-Benz M 125 F 5.7L I8 Compressore | C     | 17?              | Heinz Brendel             |
| Daimler-Benz AG     | Mercedes-Benz | Mercedes-Benz W125   | Mercedes-Benz M 125 F 5.7L I8 Compressore | C     | 18               | Richard Seaman            |
| Daimler-Benz AG     | Mercedes-Benz | Mercedes-Benz W125   | Mercedes-Benz M 125 F 5.7L I8 Compressore | C     | 20               | Christian Kautz           |
| Daimler-Benz AG     | Mercedes-Benz | Mercedes-Benz W125   | Mercedes-Benz M 125 F 5.7L I8 Compressore | C     | 20               | Hans-Hugo Hartmann        |
| Scuderia Ferrari    | Alfa Romeo    | Alfa Romeo 12C-36    | Alfa Romeo 4.1L V12 Compressore           | E     | 22               | Tazio Nuvolari            |
| Scuderia Ferrari    | Alfa Romeo    | Alfa Romeo 12C-36    | Alfa Romeo 4.1L V12 Compressore           | E     | 24               | Nino Farina               |
| Scuderia Ferrari    | Alfa Romeo    | Alfa Romeo 12C-36    | Alfa Romeo 4.1L V12 Compressore           | E     | 26               | Attilio Marinoni          |
| Scuderia Ferrari    | Alfa Romeo    | Alfa Romeo 12C-36    | Alfa Romeo 4.1L V12 Compressore           | E     | 26               | Conte Carlo Felice Trossi |
| Scuderia Ferrari    | Alfa Romeo    | Alfa Romeo 12C-36    | Alfa Romeo 4.1L V12 Compressore           | E     | 54               | Attilio Marinoni          |
| Scuderia Ferrari    | Alfa Romeo    | Alfa Romeo 12C-36    | Alfa Romeo 4.1L V12 Compressore           | E     | 54               | Joel Thorne               |
| Graf Salvi del Pero | Alfa Romeo    | Alfa Romeo 8C-35     | Alfa Romeo 3.8L I8 Compressore            |       | 28               | Vittorio Belmondo         |
| G. Minozzi          | Maserati      | Maserati 8 CM        | Maserati 3.0L I8 Compressore              |       | 30               | Giovanni Minozzi          |
| Scuderia Maremmana  | Alfa Romeo    | Alfa Romeo Tipo B/P3 | Alfa Romeo 2.9L I8 Compressore            | P     | 32               | Renato Balestrero         |
| Scuderia Maremmana  | Maserati      | Maserati 6CM         | Maserati 1.5L I6                          | P     | 38               | Franco Cortese            |
| Scuderia Maremmana  | Maserati      | Maserati 6C-34       | Maserati 3.7L I6 Compressore              | P     | 52               | Francesco Severi          |
| L. Soffietti        | Maserati      | Maserati 6C-34       | Maserati 3.7L I6 Compressore              |       | 34               | Luigi Soffietti           |
| Scuderia Sabauda    | Maserati      | Maserati 8 CM        | Maserati 3.0L I8 Compressore              |       | 40               | Edoardo Teagno            |
| P. Pietsch          | Maserati      | Maserati 6C-34       | Maserati 3.7L I6 Compressore              |       | 40               | Paul Pietsch              |
| K. Evans            | Alfa Romeo    | Alfa Romeo Tipo B/P3 | Alfa Romeo 2.9L I8 Compressore            | D     | 42               | Kenneth Evans             |
| H. Ruesch           | Alfa Romeo    | Alfa Romeo 8C-35     | Alfa Romeo 3.8L I8 Compressore            |       | 44               | Hans Ruesch               |
| Count Festetics     | Maserati      | Maserati 8CM         | Maserati 3.0L I8 Compressore              |       | 46               | Graf Ernõ Festetics       |
| Count Festetics     | Maserati      | Maserati 8CM         | Maserati 3.0L I8 Compressore              | 46    | Nicola Festetics |                           |
| L. Hartmann         | Maserati      | Maserati 8CM         | Maserati 3.0L I8 Compressore              |       | 48               | László Hartmann           |
| R. Sommer           | Alfa Romeo    | Alfa Romeo 8C-35     | Alfa Romeo 3.0L I8 Compressore            | M     | 50               | Raymond Sommer            |

## Qualifiche

### Risultati
Nella sessione di qualifica si è avuta questa situazione:
| Pos | Nº | Pilota                  | Costruttore   | Tempo   | Griglia |
| --- | -- | ----------------------- | ------------- | ------- | ------- |
| 1   | 4  | Bernd Rosemeyer         | Auto Union    | 9'46"2  | 1       |
| 2   | 16 | Hermann Lang            | Mercedes-Benz | 9'52"2  | 2       |
| 3   | 14 | Manfred von Brauchitsch | Mercedes-Benz | 9'55"1  | 3       |
| 4   | 12 | Rudolf Caracciola       | Mercedes-Benz | 10'04"0 | 4       |
| 5   | 22 | Tazio Nuvolari          | Alfa Romeo    | 10'08"4 | 5       |
| 6   | 8  | Rudolf Hasse            | Auto Union    | 10'10"4 | 6       |
| 7   | 6  | Hermann Paul Müller     | Auto Union    | 10'12"0 | 7       |
| 8   | 18 | Richard Seaman          | Mercedes-Benz | 10'12"3 | 8       |
| 9   | 2  | Ernst von Delius        | Auto Union    | 10'15"1 | 9       |
| 10  | 20 | Christian Kautz         | Mercedes-Benz | 10'15"3 | 10      |
| 11  | 24 | Nino Farina             | Alfa Romeo    | 10'27"2 | 11      |
| 12  | 10 | Hans Stuck              | Auto Union    | 10'35"3 | 12      |
| 13  | 44 | Hans Ruesch             | Alfa Romeo    | 10'47"2 | 13      |
| 14  | 40 | Paul Pietsch            | Maserati      | 11'23"1 | 14      |
| 15  | 28 | Vittorio Belmondo       | Alfa Romeo    | 11'28"3 | 15      |
| 16  | 50 | Raymond Sommer          | Alfa Romeo    | 11'30"1 | 16      |
| 17  | 52 | Francesco Severi        | Maserati      | 11'47"3 | 17      |
| 18  | 54 | Attilio Marinoni        | Alfa Romeo    | 12'01"0 | 18      |
| 19  | 42 | Kenneth Evans           | Alfa Romeo    | 12'06"0 | 19      |
| 20  | 32 | Renato Balestrero       | Alfa Romeo    | 12'43"0 | 20      |
| 21  | 46 | Ernõ Festetics          | Maserati      | 12'50"1 | 21      |
| 22  | 34 | Luigi Soffietti         | Maserati      | 13'29"4 | 22      |
| 23  | 48 | László Hartmann         | Maserati      | 13'53"0 | 23      |
| 24  | 38 | Franco Cortese          | Maserati      | 14'04"3 | 24      |
| 25  | 30 | Giovanni Minozzi        | Maserati      | 14'47"2 | 25      |
| 26  | 36 | Edoardo Teagno          | Maserati      | 14'57"0 | 26      |

## Gara

### Griglia di partenza
Posizionamento dei piloti alla partenza della gara.
| Prima fila      | 3 Pos.                                |                               | 2 Pos.                         |                                 | 1 Pos.                     |
| --------------- | ------------------------------------- | ----------------------------- | ------------------------------ | ------------------------------- | -------------------------- |
|                 | Manfred von Brauchitsch Mercedes-Benz |                               | Hermann Lang Mercedes-Benz     |                                 | Bernd Rosemeyer Auto Union |
| Seconda fila    |                                       | 5 Pos.                        |                                | 4 Pos.                          |                            |
|                 |                                       | Tazio Nuvolari Auto Union     |                                | Rudolf Caracciola Mercedes-Benz |                            |
| Terza fila      | 8 Pos.                                |                               | 7 Pos.                         |                                 | 6 Pos.                     |
|                 | Richard Seaman Mercedes-Benz          |                               | Hermann Paul Müller Auto Union |                                 | Rudolf Hasse Auto Union    |
| Quarta fila     |                                       | 10 Pos.                       |                                | 9 Pos.                          |                            |
|                 |                                       | Christian Kautz Mercedes-Benz |                                | Ernst von Delius Auto Union     |                            |
| Quinta fila     | 13 Pos.                               |                               | 12 Pos.                        |                                 | 11 Pos.                    |
|                 | Hans Ruesch Alfa Romeo                |                               | Hans Stuck Auto Union          |                                 | Nino Farina Alfa Romeo     |
| Sesta fila      |                                       | 15 Pos.                       |                                | 14 Pos.                         |                            |
|                 |                                       | Vittorio Belmondo Alfa Romeo  |                                | Paul Pietsch Maserati           |                            |
| Settima fila    | 18 Pos.                               |                               | 17 Pos.                        |                                 | 16 Pos.                    |
|                 | Attilio Marinoni Alfa Romeo           |                               | Francesco Severi Maserati      |                                 | Raymond Sommer Alfa Romeo  |
| Ottava fila     |                                       | 20 Pos.                       |                                | 19 Pos.                         |                            |
|                 |                                       | Renato Balestrero Alfa Romeo  |                                | Kenneth Evans Maserati          |                            |
| Nona fila       | 23 Pos.                               |                               | 22 Pos.                        |                                 | 21 Pos.                    |
|                 | Franco Cortese Maserati               |                               | Luigi Soffietti Maserati       |                                 | Ernõ Festetics Maserati    |
| Decima fila     |                                       | 25 Pos.                       |                                | 24 Pos.                         |                            |
|                 |                                       | Giovanni Minozzi Maserati     |                                | László Hartmann Maserati        |                            |
| Undicesima fila |                                       |                               |                                |                                 | 26 Pos.                    |
|                 |                                       |                               |                                |                                 | Edoardo Teagno Maserati    |

### Resoconto
Grazie al suo stile di guida equilibrato, il direttore delle corse Mercedes Alfred Neubauer ha incaricato Lang di prestare particolare attenzione all'usura delle gomme e di guidare con un solo pit stop, mentre il resto della squadra è stato mandato in gara con due -stop strategia. Tuttavia, alla partenza, è stato Lang a partire al meglio lottando con Rosemeyer per il comando durante il primo giro prima di perdere contro Caracciola al terzo giro, che ora a sua volta stava inseguendo l'Auto Union in testa. Nel quarto giro Rosemeyer ha urtato le barriere con la ruota posteriore ed è dovuto rientrare ai box con gomme sbriciolate, tanto che Caracciola, Lang e von Brauchitsch erano ora tre Mercedes davanti. Al quinto giro, questo si è persino trasformato in un vantaggio quadruplo perché Seaman aveva anche superato l'Auto Union di von Delius.
Per Auto Union, invece, la gara si è trasformata in un completo disastro. Stuck si è dovuto ritirare alla fine del campo per problemi al motore e Müller, cercando di evitare il suo compagno di scuderia von Delius, aveva lasciato la pista distruggendo la vettura. La catastrofe assoluta è arrivata al sesto giro quando von Delius si è scontrato ad alta velocità con la Mercedes mentre cercava di riprendere il quarto posto da Seaman. Entrambi i conducenti sono rimasti feriti nell'incidente e von Delius è stato portato in ospedale con una gamba rotta. Ci sono state complicazioni, tanto che di conseguenza è morto il giorno successivo.
Nel frattempo Lang aveva ceduto il posto a von Brauchitsch – in linea con le sue esigenze tattiche – ma è riuscito a riprendere il comando dopo il settimo giro perché i due compagni di squadra davanti a lui hanno dovuto fare le prime soste per cambiarsi pneumatici. La sua strategia però non ha funzionato, perché al nono giro ha dovuto girare il circuito a bassa velocità con una gomma a terra e poi ha perso ancora più tempo durante il successivo fermo delle gomme per problemi al riavvio del motore.
Nel frattempo, Rosemeyer era risalito in campo dopo il suo pit stop non programmato all'inizio della gara e ora era terzo dopo aver superato Nuvolari sull'Alfa Romeo. Quando Caracciola e von Brauchitsch hanno dovuto fermare le loro seconde gomme rispettivamente ai giri 14 e 15, il deficit di Rosemeyer si era ridotto abbastanza da permettergli di ritrovare la speranza. Ma nonostante il suo grande stile di guida, era a soli 15 secondi da von Brauchitsch, tanto che la Mercedes poteva festeggiare un doppio successo con Caracciola e von Brauchitsch. È stata anche la prima vittoria della squadra nella gara di casa da quando la Daimler-Benz è tornata ai Gran Premi nel 1934.

### Risultati
Risultati finali della gara.
| Pos | Nº  | Pilota                  | Costruttore   | Giri | Tempo/Ritiro             | Griglia | Punti |
| --- | --- | ----------------------- | ------------- | ---- | ------------------------ | ------- | ----- |
| 1   | 12  | Rudolf Caracciola       | Mercedes-Benz | 22   | 3h46'00"1                | 4       | 1     |
| 2   | 14  | Manfred von Brauchitsch | Mercedes-Benz | 22   | +46"2                    | 3       | 2     |
| 3   | 4   | Bernd Rosemeyer         | Auto Union    | 22   | +1'03"3                  | 1       | 3     |
| 4   | 22  | Tazio Nuvolari          | Alfa Romeo    | 22   | +4'03"9                  | 5       | 4     |
| 5   | 8   | Rudolf Hasse            | Auto Union    | 22   | +5'25"0                  | 6       | 4     |
| 6   | 20  | Christian Kautz         | Mercedes-Benz | 22   | +1 giro                  | 10      | 4     |
| 7   | 16  | Hermann Lang            | Mercedes-Benz | 21   | +1 giro                  | 2       | 4     |
| 8   | 44  | Hans Ruesch             | Alfa Romeo    | 21   | +1 giro                  | 13      | 4     |
| 9   | 42  | Kenneth Evans           | Alfa Romeo    | 19   | +3 giri                  | 19      | 4     |
| 10  | 46  | Ernõ Festetics          | Maserati      | 18   | +4 giri                  | 21      | 4     |
| 11  | 54  | Attilio Marinoni        | Alfa Romeo    | 18   | +4 giri                  | 21      | 4     |
| 12  | 28  | Vittorio Belmondo       | Alfa Romeo    | 18   | +4 giri                  | 15      | 4     |
| Rit | 34  | Luigi Soffietti         | Maserati      | 19   | Motore                   | 22      | 4     |
| Rit | 48  | László Hartmann         | Maserati      | 18   |                          | 23      | 4     |
| Rit | 24  | Nino Farina             | Alfa Romeo    | 18   | Accensione               | 11      | 4     |
| Rit | 38  | Franco Cortese          | Maserati      | 7    | Telaio                   | 24      | 6     |
| Rit | 2   | Ernst von Delius        | Auto Union    | 6    | Incidente mortale        | 9       | 6     |
| Rit | 18  | Richard Seaman          | Mercedes-Benz | 6    | Incidente                | 8       | 6     |
| Rit | 10  | Hans Stuck              | Auto Union    | 6    | Motore                   | 12      | 6     |
| Rit | 40  | Paul Pietsch            | Maserati      | 6    | Serbatoio del carburante | 14      | 7     |
| Rit | 30  | Giovanni Minozzi        | Maserati      | 4    | Incidente                | 25      | 7     |
| Rit | 52  | Francesco Severi        | Maserati      | 4    | Incidente                | 17      | 7     |
| Rit | 32  | Renato Balestrero       | Alfa Romeo    | 3    | Tubo del carburante      | 20      | 7     |
| Rit | 36  | Edoardo Teagno          | Maserati      | 2    | Asse posteriore          | 26      | 7     |
| Rit | 50  | Raymond Sommer          | Alfa Romeo    | 2    | Asse posteriore          | 16      | 7     |
| Rit | 6   | Hermann Paul Müller     | Auto Union    | 2    | Incidente                | 7       | 7     |
| NP  | 17? | Walter Bäumer           | Mercedes-Benz | 0    | Solo prove libere        | –       | 8     |
| NP  | 17? | Heinz Brendel           | Mercedes-Benz | 0    | Solo prove libere        | –       | 8     |
| NP  | 20  | Hans-Hugo Hartmann      | Mercedes-Benz | 0    | Pilota di riserva        | –       | 8     |
| NP  | 46  | Nicola Festetics        | Maserati      | 0    | Pilota di riserva        | –       | 8     |
| NP  |     | Luigi Fagioli           | Auto Union    | 0    | Pilota di riserva        | –       | 8     |
| NA  | 54  | Joel Thorne             | Alfa Romeo    | –    | Non è arrivato           | –       | 8     |
| NA  | 26  | Carlo Felice Trossi     | Alfa Romeo    | –    | Non è arrivato           | –       | 8     |

## Classifica europea piloti
| Pos | Pilota                     | Punti |
| --- | -------------------------- | ----- |
| 1   | Rudolf Hasse               | 5     |
| 2   | Manfred von Brauchitsch    | 6     |
| 3   | Hermann Lang               | 7     |
| 4   | Christian Kautz            | 8     |
| =   | Hans Stuck                 | 8     |
| 5   | Rudolf Caracciola          | 9     |
| 6   | Raymond Sommer             | 11    |
| =   | Bernd Rosemeyer            | 11    |
| 7   | Tazio Nuvolari             | 12    |
| =   | Nino Farina                | 12    |
| =   | László Hartmann            | 12    |
| =   | Hans Ruesch                | 12    |
| =   | Vittorio Belmondo          | 12    |
| =   | Luigi Soffietti            | 12    |
| =   | Kenneth Evans              | 12    |
| =   | Ernõ Festetics             | 12    |
| =   | Attilio Marinoni           | 12    |
| 8   | Hermann Paul Müller        | 13    |
| 9   | Richard Seaman             | 14    |
| =   | Franco Cortese             | 14    |
| =   | Ernst von Delius           | 14    |
| 10  | Carlo Felice Trossi        | 15    |
| =   | Paul Pietsch               | 15    |
| =   | Giovanni Minozzi           | 15    |
| =   | Francesco Severi           | 15    |
| =   | Renato Balestrero          | 15    |
| =   | Edoardo Teagno             | 15    |
| 11  | Clemente Biondetti         | 16    |
| =   | Goffredo Zehender          | 16    |
| =   | Carlo Maria Pintacuda      | 16    |
| =   | Luigi Fagioli              | 16    |
| =   | Achille Varzi              | 16    |
| =   | Henri Simonet              | 16    |
| =   | Adolfo Mandirola           | 16    |
| =   | Giovanni Battista Guidotti | 16    |
| =   | Antonio Brivio             | 16    |
| =   | Max Christen               | 16    |